# Grafschaft, Schweiz
Grafschaft var en tidigare kommun i distriktet Goms i kantonen Valais, Schweiz. Kommunen bildades den 1 oktober 2000 genom sammanslagningen av de dåvarande kommunerna Biel, Ritzingen och Selkingen. Grafschaft slogs den 1 januari 2017 samman med kommunerna Blitzingen, Münster-Geschinen, Niederwald och Reckingen-Gluringen till den nya kommunen Goms.